# زرند
زرند (بالفارسية: زرند) هي مدينة في محافظة كرمان في جنوب شرق إيران والتي أصبحت مدينة صناعية ومناخ هذه المنطقة يقع في دائرة نصف قطرها هطول الأمطار. يقدر عدد سكانها بـ 54,745 نسمة .

## أعلام
- نبيل زرندي